# Zabelia tyaihyoni
Zabelia tyaihyoni är en kaprifolväxtart som först beskrevs av Takenoshin Nakai, och fick sitt nu gällande namn av Hisauchi och Hara. Zabelia tyaihyoni ingår i släktet Zabelia och familjen kaprifolväxter. Inga underarter finns listade i Catalogue of Life.